# Sierra (1950)
Sierra (bra: Serras Sangrentas) é um filme estadunidense de 1950, do gênero faroeste, dirigido por Alfred E. Green e estrelado por Audie Murphy e Wanda Hendrix.